# Metropolit
Metropolit, metropolita ili mitropolit (grč. metropolites: stanovnik metropole), visoki crkveni dostojanstvenik u Katoličkoj i Pravoslavnoj crkvi. Izvorno se taj naslov davao biskupu glavnog grada pokrajine.

## Metropolit u Katoličkoj Crkvi
U Katoličkoj crkvi metropolit je nadbiskup, premda svi nadbiskupi ne moraju biti i metropoliti. Nalazi se na čelu neke crkvene pokrajine u kojoj ima više biskupskih dijeceza, pa je on prema tome starješina tih biskupa-sufragana.
Metropolit ima u svojoj metropolitanskoj (nadbiskupskoj) dijecezi ista prava kao svaki biskup u svojoj biskupskoj dijecezi. U rimokatoličkoj hijerarhiji metropoliti su izravno podložni papi, a kao znak takve osobite povezanosti s papom, od njega dobivaju palij.
Metropolit nema ovlasti nad ostalim biskupijama unutar svoje metropolije, no može sazivati sinodu metropolije i okupljati ostale biskupe radi dogovora o zajedničkom pastoralnom djelovanju.

### Metropoliti u Hrvatskoj
- Nadbiskup Dražen Kutleša, metropolit Zagrebačke metropolije (sufragani su: biskup varaždinski, biskup sisački, biskup bjelovarsko-križevački i vladika križevački)
- Nadbiskup Zdenko Križić, metropolit Splitsko-makarske metropolije (sufragani su: biskup dubrovački, biskup hvarsko-bračko-viški, biskup šibenski i biskup kotorski)
- Nadbiskup Mate Uzinić, metropolit Riječke metropolije (sufragani su: biskup porečko-pulski, biskup krčki i biskup gospićko-senjski)
- Nadbiskup Đuro Hranić, metropolit Đakovačko-osječke metropolije (sufragani su: biskup požeški i biskup srijemski).

(Nadbiskup zadarski nije metropolit i ne ovisi ni o jednoj hrvatskoj metropoliji, već je izravno podložan papi.)

### Metropolit u Bosni i Hercegovini
- Nadbiskup Tomo Vukšić, metropolit Vrhbosanske metropolije (sufragani su: biskup banjalučki, biskup mostarsko-duvanjski i biskup trebinjsko-mrkanjski).

## Metropolit u Pravoslavlju
U pravoslavnoj crkvi metropolit se zove mitropolit. Mitropolit je arhiepiskop na čelu manje crkvene provincije (mitropolije). Neovisnoj crkvi je na čelu patrijarh. Mitropoliti su uglavnom u glavnim gradovima ili prijestolnicama: Beograd, Zagreb, Ljubljana, Sarajevo, Cetinje, Skoplje...